# اس‌اس کویین‌ورس
اس‌اس کویین‌ورس (به انگلیسی: SS Queenworth) یک کشتی است که طول آن ۲۷۲ فوت ۰ اینچ (۸۲٫۹۱ متر) می‌باشد. این کشتی در سال ۱۹۴۳ ساخته شد.